# Jump Jim Crow
Pour les articles homonymes, voir Jim Crow.
Jump Jim Crow est le nom d'une chanson et d'une danse de 1828 interprétée par Thomas D. Rice, un comédien américain blanc grimé en noir, c’est-à dire en blackface, une pratique maintenant jugée raciste et offensante. Il était connu sous le nom de scène de Daddy Rice.
La chanson fut publiée sur feuille volante au début des années 1830 par E. Riley. Le numéro aurait été inspiré par un noir paralysé de Cincinnati appelé Jim Cuff ou Jim Crow. Rice parcourut le pays, interprétant la chanson, sous le nom de Daddy Jim Crow, contribuant à répandre la vague des minstrel shows.
Selon certains auteurs, à l'origine, le blackface en tant que forme de divertissement a tenté d'intégrer la lutte des Blancs de la classe inférieure avec les Noirs, en contrant l'oppression des classes moyennes et supérieures. Le blackface allait à l'encontre des valeurs ségrégationnistes des classes dirigeantes ; ces valeurs n'étaient pas la norme dans les classes inférieures. Les gens de pouvoir se sont d'abord opposés puis ont finalement interdit Jim Crow. « Au milieu du dix-neuvième siècle, ils avaient réussi à transformer le blackface en un spectacle de ménestrel plus ouvertement raciste ».
Le terme « Jim Crow » devint progressivement une manière de désigner les Afro-Américains et donna son surnom aux lois Jim Crow qui institutionnalisèrent la ségrégation raciale dans le Sud des États-Unis de 1876 à 1964.